# 竹内由恵 人生のメソッド
竹内由恵 人生のメソッド（たけうちよしえ じんせいのメソッド）は、ニッポン放送で2020年7月11日から2020年8月29日まで放送されたラジオ番組。

## 概要
ニッポン放送は、2020年下半期番組編成にて『サタデーミュージックバトル 天野ひろゆき ルート930』のフロート番組として、実質パイロット番組として、後述する『竹内由恵 WITH!』を経て、7月11日から期間限定のミニ番組としてスタートすることが発表された。
番組構成は、竹内のアナウンサー人生の中で接して来た共演者などから学んだ人生の"メソッド（方法）"を独り語る構成である。また、竹内は、テレビ朝日アナウンサー時代を含め、ラジオ番組をレギュラーで担当するのはこの番組が初。

## 出演者

### パーソナリティ
- 竹内由恵（フリーアナウンサー、元テレビ朝日アナウンサー）

## 特別番組

### 竹内由恵 WITH!
ニッポン放送は、2020年4月から7月2日までの平日木曜午後ワイド枠にて、『辛坊治郎 ズーム そこまで言うか!〜激論Rock&Go!〜』を編成して来たが、『ズーム』の平日夕方帯に枠移動に伴い、当該時間の前のレギュラー番組であった『DAYS』の放送枠に戻さず、特番枠として当該番組の実質的パイロット番組扱いで編成。

#### 放送時間
- 木曜 13時00分 - 15時30分[注 2] - 2020年7月9、31日

#### 出演者
- パーソナリティ：竹内
- パートナー（アシスタント）：上柳昌彦（フリーアナウンサー、元ニッポン放送アナウンサー）
- ゲスト：前田有紀[注 3]（ガーデナー、元テレビ朝日アナウンサー） - 2020年7月9日、齋藤絵理[注 4]（カレー料理人、SPICY CURRY 魯珈 店主） - 7月31日